# المعذر
المعذر (به عربی: المعذر) یک شهرداری در الجزایر است که در استان باتنه واقع شده‌است.